# クミコ
クミコ（1954年9月26日 - ）は、日本の歌手。旧芸名、高橋 久美子（たかはし くみこ）、高橋 クミコ。茨城県水戸市生まれ。埼玉県立春日部女子高等学校、早稲田大学教育学部卒業。所属事務所はプエルタ・デル・ソル、所属レーベルは日本コロムビア。血液型はB型。

## 略歴

### 活動初期
演劇を志し、早稲田大学に入学するが、不条理演劇の中で歌うシーンがあり、歌で表現することに目覚めて劇団を退団。大学卒業前、友人に誘われ、バンドにピアニストとして参加。その後、バンドを辞めたその友人の代わりにボーカルを担当する。
1978年、24歳の時、ボーカルを務めていたバンド「ホンキートンク」が、第16回ヤマハポピュラーソングコンテストに出場、予選を勝ち抜いてつま恋本選会に出場する（「関東甲信越大会」では歌詞を忘れたが、何かが評価されて先に進めた）。コンテストで披露した楽曲「どしゃぶり ずぶぬれ しどろもどろ」は優秀曲に入選。
同年、第9回「世界歌謡祭」に日本代表のひとりとして“ソロ歌手・高橋久美子”名義で出場したが予選で落選、本選は進めず。この時のグランプリ曲は円広志の「夢想花」。
レコード会社から予定されていた収録済のデビュー盤はボツになり、挫折を味わう。その後長い間、小さなスペースで少数の熱心なファンや永六輔など支援者に支えられながら歌い続けた。ホール・コンサートがメインの活動となるのは2003年秋以降である。

### シャンソン歌手としてデビュー
1981年から1982年にかけて、埼玉県大宮市にあった後楽園グループ（現東京ドーム）のドイツレストラン「ラインゴールド」大宮店にて特技のピアノとシャンソンを中心とした弾き語りをしていた。
1982年6月、27歳の時、日本におけるシャンソニエの老舗・銀座「銀巴里」のオーディションに合格、プロデビュー。オリジナル曲で合格したのは前代未聞で、合格後、越路吹雪のレパートリー曲などでシャンソンを猛勉強する。この他にも、ZABADAKでデビュー前の吉良知彦らと組んだロックバンド「びわ」などでも活動した。
1987年、ミュージカル『レ・ミゼラブル』の日本初演にアンサンブルの一員として出演する。同年7月に高橋久美子名義でLPアルバム『POKKOWA PA?』をリリース。
1980年代後半から「渋谷ジァン・ジァン」に出演し始め、10時劇場『六輔七転八倒九百円十時』へのゲスト出演、10時劇場「高橋久美子の唄う『音楽図鑑』」、「世紀末コンサート」 、「高橋クミコの『ステキな唄』」シリーズなどを1999年まで続ける。ほかには新橋「アダムス」などのシャンソニエや青山円形劇場、南青山MANDALAが主な活躍の場所だった。パントマイムのマルセ太郎、俳優の篠井英介との共演も行う。
1996年、「茶目子の一日」や「お定のモリタート」などを歌うアルバム『世紀末の円舞曲（ワルツ）』を東芝EMIよりリリース。1999年には作家の中島梓と南青山MANDALAで「SYAPPO!」と銘打ったライブを行った。

### 「クミコ」に改名
一般に知られるようになる最初のきっかけは、2000年に発表したアルバム『AURA』。1996年のアルバム『世紀末の円舞曲（ワルツ）』を聴き、ライブに足を運んだ作詞家・松本隆がクミコの歌に感動し「あなたの歌声には言霊がある」とプロデュースに名乗りを上げ、アルバム全編の作詞を担当。「別れた亭主の名前をいつまでも付けているから売れない」との助言を受けて、姓を取って現在の「クミコ」に改名した。
2002年、avex io移籍後初アルバム『愛の讃歌』に収録された、バルバラのシャンソンに詩人の覚和歌子が原詞を離れて作詞した「わが麗しき恋物語」という楽曲が口コミで評判になる。ニッポン放送のアナウンサー（当時）上柳昌彦が自身の冠番組『うえやなぎまさひこのサプライズ!』でも度々取り上げ選曲するなど、影響力の大きな業界人にもクミコのファンは多く存在する。
2007年2月『十年 〜70年代の歌たち〜』をリリース。イッセー尾形、江國香織、大石静、残間里江子、椎名誠、立木義浩、筑紫哲也、弘兼憲史、藤原美智子、吉永みち子が選出した“クミコに歌わせたい思い出の70年代の歌たち”10曲をクミコ流の解釈で表現。また中島みゆきも「十年」という楽曲を書き下ろした。
2007年7月、それまでの集大成となるCD8枚＋DVDの『コンプリート・クミコ・ボックス〜二十五年〜』をリリース。絶版になっていたかつての音源も復刻。9月には映画『エディット・ピアフ〜愛の讃歌〜』の公開に合わせて『クミコ meets ピアフ』をリリースし、エディット・ピアフの歌を本格的に取り上げた。
2008年3月、『友よ! 〜あの出発ち（たびだち）を“青春”と呼ぼう〜』をリリース。1970年代中心の男歌10曲をカバー、福岡の同世代の主婦、智子がクミコに提供した楽曲「ブラボー!」も収録。
2009年2月、手紙の朗読と歌で綴る舞台『ミュージカル仕立ての歌語り「届かなかったラヴレター」Vol.1』をミュージカル俳優井上芳雄と二人で共演。同公演に合わせ新曲「届かなかったラヴレター」「車輪」（デュエット曲）が、作詞：覚和歌子、作曲：三木たかしによって作られた。2009年5月11日に他界した三木の遺作となった。

### 2010年代の活動
2010年2月、シングル「INORI〜祈り〜」をリリース。広島平和記念公園にある「原爆の子の像」のモデル・佐々木禎子の甥佐々木祐滋が禎子と平和への想いを綴った歌で、クミコに歌って欲しいと申し出た。4月に「週間HIT 演歌／歌謡曲 USENチャート」で1位を獲得。当初は、広島出身でもなく原爆という難しい内容を扱った歌「INORI〜祈り」を自分が歌ってよいものか悩み一度は断った。しかし依頼してきた佐々木は被爆二世で「こんな青年を未だに不安にさせる一個の原爆の怖さ、そしてそのことを後世に伝えたいという佐々木の熱い気持ちに、私の歌で伝えていく手助けになれば」と依頼を引き受けた。
2010年に『NHK紅白歌合戦』に初出場、「INORI〜祈り」を歌唱。
2011年4月、NHKラジオ「ラジオ深夜便」の「深夜便のうた」で新曲「合歓の孤悲」（ねむのこい）が採用された。
2011年3月11日の東日本大震災発生時は、石巻市民会館におけるコンサートのリハーサル直前で、同会館の地下控え室にいた。その後、津波が押し寄せてくる中で、ホール近くにある裏山へ命からがら避難して助かったことをブログやインタビューで明らかにしている。機材は全て失われ、身一つで日本海側経由で東京に戻ったという。

### 補足
1980年代からの活動からシャンソン歌手と形容されることもあるが、レパートリーにはシャンソンより、オリジナル、戦前戦後の日本と世界の歌謡曲やポピュラーソングが多い。
2013年、日本コロムビアに移籍。移籍理由について同社はかつての歌謡曲版権を数多く保有し、それを取り上げ自由に歌う（録音して発表する）ことが出来るメリットを挙げている。

## 受賞歴
2024年
- 第13回岩谷時子賞 特別賞

## シングル
1. 接吻（2000年、東芝EMI）c/w「鳥の歌」
2. お帰りなさい（2001年、東芝EMI）c/w「情熱」
3. 幽霊・わすれな歌（2002年、avex io）
4. わが麗しき恋物語（2003年、avex io）
5. さいごの抱擁（2003年、avex io）
6. わたしは青空（2004年、avex io）c/w「口づけ」
7. さよならを 私から（2005年、avex io）c/w「ほほえみの唄」
8. 届かなかったラヴレター（2009年、avex io）c/w「車輪」 - 井上芳雄とデュエット
9. INORI 〜祈り〜（2010年、avex io）c/w「五月の空」
10. 最後の恋 〜悲しみのソレアード〜（2011年、avex io）「マイ・ウェイ」「合歓（ねむ）の弧悲（こい）」
11. きっとツナガル／はじまりの朝（2012年、avex io）c/w「ともだち」
12. サヨナラをあげる（2013年、日本コロムビア）c/w「懺悔の小窓」
13. 指も髪も唇も（2014年、日本コロムビア）c/w「どうせ別れるつもりなら」
14. 広い河の岸辺 〜The Water Is Wide〜（2014年、日本コロムビア） - スコットランド民謡の日本語カバー。c/w「美しいとき」
15. 先生のオルガン（2015年、 日本コロムビア） - シャルル・トレネのシャンソンの日本語カバー。c/w「キャラバン・サライ」
16. うまれてきてくれて ありがとう（2015年、日本コロムビア）c/w「イルカの子守唄」 - 2曲ともに作詞：湯川れい子　作曲：つんく
17. 純情（2016年3月、日本コロムビア）c/w「誰のための愛」
18. さみしいときは恋歌を歌って（2016年9月、日本コロムビア）c/w「恋に落ちる」
19. 砂時計（2017年、日本コロムビア）c/w「セレナーデ」
20. 最後だとわかっていたなら（2018年、日本コロムビア）c/w「何度でも 恋に落ちましょう」
21. 妻が願った最期の「七日間」（2019年、日本コロムビア）c/w「最後だとわかっていたなら（new arrange ver.）」
22. 小さな手（2020年、日本コロムビア） - クミコ&井上芳雄 名義c/w「きずな」
23. 十年（2021年、日本コロムビア）c/w「人生のメリーゴーランド」

## アルバム
1. POKKOWA PA ?（1987年、Sound World）
2. MACHI（1994年、イースタンゲイル）
3. 世紀末の円舞曲（1996年、東芝EMI）
4. AURA（2000年、東芝EMI） - 全作詞・松本隆
5. 愛の讃歌（2002年、avex io）
6. 愛しかないとき（2003年、avex io）
7. イカルスの星－越路吹雪を歌う（2004年、avex io）
8. わたしは青空－2004 コクーン・ライヴ（2005年、avex io） - CD+DVD
9. クミコ・ベスト−わが麗しき恋物語（2006年、avex io）
10. 十年〜70年代の歌たち〜（2007年、avex io）
11. コンプリート・クミコ・ボックス 〜二十五年〜（2007年、avex io） - 8CD+DVD
12. クミコ meets ピアフ（2007年、avex io）
13. 友よ! 〜あの出発ち（たびだち）を“青春”と呼ぼう〜（2008年、avex io）
14. クミコ＆井上芳雄 届かなかったラヴレター ソングブック（2010年、avex io）
15. クミコ・ニュー・ベスト 「INORI〜祈り〜」（2011年、avex io）
16. アロング・ザ・ソングス 〜この歌と歩いてきた〜（2012年、avex io）
17. クミコ　シャンソン・ベスト（2013年、avex io）
18. 美しい時代のうた〜クミコ　コロムビア カヴァーズ（2014年、日本コロムビア）
19. 歌縁 うたえにし（2016年、ヤマハミュージックコミュニケーションズ）※参加作品
20. デラシネ deracine（2017年、日本コロムビア）
21. 私の好きなシャンソン〜ニューベスト〜（2018年、日本コロムビア）

## 出演

### テレビ
- 地球ドキュメント ミッション（2010年4月4日 - 2011年3月31日、NHK BShi） - 語り[9]

### ラジオ
- ラジオ深夜便「特集・ロマンチックコンサート」（2009年 - 2012年） - ゲストパーソナリティ ※不定期
- クミコ＆昇太の「おしゃべりゆうせんじゃん」（2010年10月9日 - 、USEN 昭和ちゃんねる 土曜0:00 - 、4時間番組24時間リピート放送 毎月1回更新）
- クミコのきっとツナガルラジオ（2011年11月23日 - 、ラジオ石巻 金曜14:46 - ）
- クミコの笑顔で乾杯（2012年10月1日 - 2017年3月20日、ニッポン放送）
- アートドラマ 美女と巨匠 「エリック・サティ」（2015年5月6日、NHK第1）[10]

### 配信
- 上柳昌彦と坂本梨紗のおしゃべりぞーん（2024年11月1日・8日、YouTube）

## 著書
- ヘコタレナイ-人生はまわり道したっていいじゃない（2003年10月、主婦と生活社）ISBN 978-4391128499
- わが麗しき歌物語（2007年3月、講談社）ISBN 978-4062139465